# Platte (Dakota del Sud)
Platte és una població dels Estats Units a l'estat de Dakota del Sud. Segons el cens del 2000 tenia 1.367 habitants.

## Demografia
Segons el cens del 2000, Platte tenia 1.367 habitants, 587 habitatges, i 363 famílies. La densitat de població era de 527,8 habitants per km².
Dels 587 habitatges en un 26,6% hi vivien nens de menys de 18 anys, en un 56,6% hi vivien parelles casades, en un 3,6% dones solteres, i en un 38% no eren unitats familiars. En el 37,5% dels habitatges hi vivien persones soles el 23,3% de les quals corresponia a persones de 65 anys o més que vivien soles. El nombre mitjà de persones vivint en cada habitatge era de 2,22 i el nombre mitjà de persones que vivien en cada família era de 2,95.
Per edats la població es repartia de la següent manera: un 24,2% tenia menys de 18 anys, un 4,8% entre 18 i 24, un 21,1% entre 25 i 44, un 20% de 45 a 60 i un 29,8% 65 anys o més.
L'edat mediana era de 45 anys. Per cada 100 dones de 18 o més anys hi havia 84,3 homes.
La renda mediana per habitatge era de 30.369 $ i la renda mediana per família de 38.750 $. Els homes tenien una renda mediana de 27.283 $ mentre que les dones 19.464 $. La renda per capita de la població era de 15.962 $. Entorn del 3% de les famílies i el 5,4% de la població estaven per davall del llindar de pobresa.

## Poblacions més properes
El següent diagrama mostra les poblacions més properes.